# Karl Holzhey
Pour les articles homonymes, voir Holzhey.
Karl Holzhey (né le 18 février 1863 à Munich, mort le 28 décembre 1943 dans la même ville) est un théologien catholique allemand.

## Biographie
Après des études de philosophie et de théologie, Holzhey est ordonné prêtre en 1888. Il est prêtre auxiliaire de l'église Saint-Benoît de Munich, à partir de 1889 aumônier à Munich-Haidhausen. En 1891, il devient aumônier de maison à l'asile d'aliénés du district de Munich.
En 1895, il obtient son doctorat, suivi en 1897 de son habilitation. À partir de 1900, il est professeur d'exégèse de l'Ancien Testament au Königlichen Lyceum de Passau (établissement qui précède l'université de Passau) et à l'académie catholique de Freising (de). En 1918, il assume la charge de président de l'association des travailleurs catholiques du district de Freising. En 1929, il prend sa retraite.
Dans la controverse sur l'exégèse historico-critique de la Bible, son ouvrage Kurzgefasstes Lehrbuch der speziellen Einleitung in das Alte Testament (paru en 1912) est mis à l’Index librorum prohibitorum le 13 janvier 1913. Un décret de la Congrégation Consistoriale l'avait déjà interdit pour les études de théologie en 1912.